# Mantel (település)
Mantel település Németországban, azon belül Bajorországban. Lakosainak száma 2777 fő (2023. december 31.).

## Népesség
A település népessége az elmúlt években az alábbi módon változott:
| Lakosok száma | 886  | 2072 | 2655 | 2800 | 2930 | 2860 | 2773 | 2764 | 2749 | 2777 |
|               | 1875 | 1950 | 1975 | 1987 | 2012 | 2014 | 2016 | 2017 | 2021 | 2023 |